# Dakota's Summer
Dakota's Summer (Brasil: Arena dos Sonhos 2 ) é um filme estadunidense de drama de 2014 dirigido por Timothy Armstrong.